# Luangprabang
Luangprabang (laóul: ເມືອງຫຼວງພະບາງ) város Laosz északi részén, a  Mekong folyó partján, légvonalban Vientiántól, a fővárostól 220 km-re északra. 78 000 lakójával (1998) az ország egyik legnépesebb városa, emellett Luangprabang tartomány székhelye.
A laoszi birodalom első, történelmi fővárosa, a hagyományos laoszi kultúra és a buddhizmus központja. 1975-ig itt lakott a királyi család és itt volt a kormányülések székhelye is.
1995-ben a várost a világörökség részévé nyilvánították.

## Történelme
A laoszi teremtésmondák alapján a legendás ős, Khun Borom három nagyúrral együtt szállt le a mennyekből az özönvíz pusztította földre. Az istenek ajándékul alájuk rendelték a fegyveres szabad emberek és szolgák sokaságát, akik élén Khun Borom a mai Luangprabang központtal kiépítette erős és hatalmas birodalmát. Az egymással közeli rokon thaiok és laók ősei valóban „fentről”, azaz északról, a dél-kínai  hegyvidék felől érkeztek az i. sz. 1. évezred végén a később Indokínaként ismert térségbe (vándorlásuk csak a 13. században zárult le). A korai időszakban alávetett csoportként éltek az őshonos népek irányítása alatt, s csak a későbbi évszázadokban alakították ki törzsi királyok vezette „államaikat” és rizstermelő civilizációjukat. Az északkeleti peremhegyvidéken maradt népesség lett a mai laók őse, törzsi központjuk, Luangprabang neve e korai évszázadokban Muang Szva volt.
Xieng Dong Xieng Thong 1353-ban a Fa Ngum vezette Lan Szang királyság fővárosává vált, immár Luangprabang néven. Új nevét a khmerektől kapott Arany Buddha (Pha Bang) után kapta, jelentése ’az Arany Buddha királyi székhelye’. A város fénykorát a 15–17. században érte el. Fővárosi címét csak 1560-ban veszítette el, amikor I. Setthathirath áthelyezte a fővárost Viang Chanba (Vientián).
1707-ben Lan Szang királyság három részre szakadt és Luangprabang az azonos nevű Luangprabang Királyság központjává vált. 1778-ban Vientián királysággal együtt sziámi függésbe került, 1883-ban pedig Sziám el is foglalta. 1893-ban, amikor Franciaország védnöksége alá került egész Laosz területe, akkor a franciák Luangprabangot ismerték el királyi fővárosnak.
1949-ben, a függetlenség elnyerésekor Sisavang Vong, Luangprabang uralkodója vált Laosz királyává, 1975-ig itt tartották a kormányüléseket, és itt lakott a királyi család is.

## Látnivalók
Luangprabang kulturális helyszínként 1995-ben lett a világörökség része. Városképét, különösképpen a Mekong és az abba torkoló Khan folyók által közrezárt, félszigetszerű földnyelv építészeti arculatát egyfelől  a buddhista kolostorok (ún. vatok), másfelől a francia gyarmati múlt indokínai örökségét hordozó köz- és lakóépületek sora határozza meg. További meghatározó városarculati elem a központban emelkedő Phuszi-domb, illetve az annak lábánál elterülő, a luangprabangi, majd laoszi uralkodók rezidenciájául szolgáló királyi palota épületegyüttese.

### Buddhista kolostorok
A város a laoszi buddhizmus szervezeti és spirituális központja, az itt található Maj-kolostor az egyházi hierarchia csúcsát jelentő, egyfajta pátriárkaként tisztelt szangharat anyakolostora. Luangprabangban több mint harminc kolostor, szentély maradt fenn egészen napjainkig. Nagy részük a 18–19. századból származik, de néhányuk története ennél régebbi időkre nyúlik vissza. Buddhista kolostorokról szólván azonban az építéstörténeti korszakok rugalmasan kezelendőek, nem elsősorban az írásos források hiánya miatt, hanem azért, mert a szerzetesek generációi folyamatosan alakítják a kolostorok építészeti képét, új épületeket emelnek, további vagy új díszítményekkel, ornamentumokkal, épületszerkezeti elemekkel látják el évszázados kolostorépületeiket. Ily módon e szent helyek építése soha nem tekinthető befejezettnek, ugyanakkor pillanatnyi formájukban több szerzetesgeneráció spirituális-esztétikai látásmódját összegzik, kézművesmunkáját dicsérik.

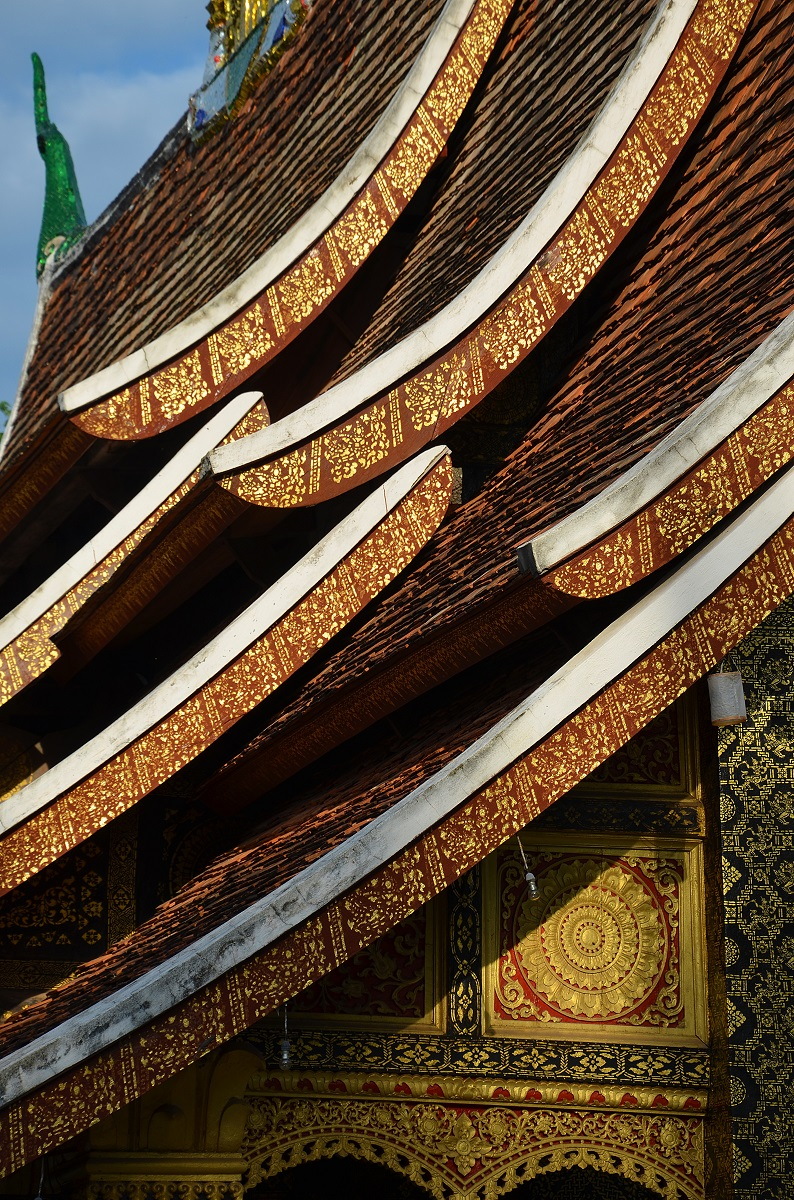
Hármas héjazatú tetőszerkezet részlete (Sziengthong-kolostor)

A luangprabangi buddhista kolostorok építészeti arculatát a központi helyet elfoglaló és központi szerepet betöltő szertartáscsarnok vagy szentély (ún. szim) határozza meg. Nemcsak a szerzetesi hétköznapok spirituális középpontja ez, hanem Buddha-szentélyével a magánáhítat, a városlakók imádkozásának helyszíne is. Jellemzően négyszögletes, tagolatlan alaprajzú építmény. Előcsarnokába lépcső vezet fel, amelyet mitikus figurák – tipikusan a kígyó alakú isteni lények (nágák) vagy a hajából vizet csavaró földistennő, Phra Thorani – festett szobrai őriznek.  A csarnok belső terével egybenyitott (azaz födém nélküli) fedélszékét oszlopokon ülő, szabadon futó gyámgerendázat tartja. A lendületes esésű, kettős-hármas szerkezetű magastetőt cseréphéjazat fedi, amely a csarnok falain túlnyúlva maga alá foglalja a főkapunál elhelyezett, a szentélyre merőleges tengelyű, oszlopos előcsarnokot is. Külső falai és oromzatai gazdagon faragottak és festettek, uralkodó az aranyozott festés. A csarnok belső terét a számtalan Buddha-szoborban, kegytárgyakban és áldozati ajándékokban bővelkedő Buddha-szentély központi elhelyezkedése jellemzi. A falak belül részben szintén faragottak, részben vörös vagy fekete alapon aranyozással festett vallási, történelmi jeleneteket ábrázolnak.
A szertartáscsarnokot több kisebb épület veszi körbe: a jellemzően aranysárgára vagy fehérre festett sztúpák (lao nevükön thatok), illetve a különböző funkciójú, de összefoglalóan hornak nevezett kisebb épületek, kápolnák, könyvtárak, kegytárgyak elhelyezését szolgáló raktárak, a szertartásdob csarnoka stb.
- Vat Aham
- Wat Mai Suwannaphumaham
- Wat Manorom
- Vat Thatluang
- Vat Viszunarat
- Vat Sziengmuan
- Sziengthong-kolostor (Vat Sziengthong), 1561

### A királyi palota
- Phu Si
- Királyi Palota (Haw Kham)
- Kuang Si vízesés

## Közlekedés
A várost a 13-as út köti össze Vientiánnal és Vangvienggel, illetve az 1-es számú út Muang Xay-jal. A Luangprabang nemzetközi repülőtérről induló járatok több belföldi várossal és Kambodzsával, Thaifölddel és Vietnámmal kötik össze.
Magában a városban a világörökségi státusz miatt be van tiltva a busz- és teherautó közlekedés. Legnépszerűbb a biciklivel való közlekedés, amit bérelni is lehet. Ugyancsak bérelhető a tuk-tuk-nak nevezett riksa.

## Érdekesség
A lao szappanoperákban az orvos vagy más entellektüel szereplő általában luangprabangi kiejtéssel beszél.